# Бабетина гозба
Бабетина гозба (дан. Babettes gæstebud) је роман чувене данске књижевнице Карен Бликсен. Први пут је објављен 1950. године на енглеском језику, у америчком часопису Ladies’ Home Journal. Ауторка је роман објавила под псеудонимом Исак Динесен. Осам година године касније превела га је на дански, свој матерњи језик и објавила под својим именом. Године 1987. снимљен је истоимени филм, који је награђен Оскаром за најбољи страни филм, првим у историји данског филма. После њеног чувеног биографског романа Моја Африка, ово је о списатељичином друго најважније и најпопуларније дело Карен Бликсен.
На српском језику новела је први пут објављена 2013. године, у издању издавачке куће Геопоетика.

## Радња романа
Радња романа одвија се у малом рибарском граду Берлевог на северу Норвешке, унутар поларног круга. Градић се налази у подножју високих планина које физички затварају везу са светом, док је место духовно изоловао пастор, оснивач строге црквене секте, чији су се чланови одрекли свих земаљских задовољстава. Тако у овом изолованом градићу владају строги религијски канони, а мештани живе скромно и богојажљиво, чувајући се од греха, испразних задовољстава, али с њима, можда, и уживања у животу. Ову мирну идилу може да узбурка само долазак странаца.
Берлевог се налази на самом северу Норвешке, унутар поларног круга и данас има нешто мање од хиљаду становника. Почетком 19. века, када се одиграва радња у роману, вероватно није имао ни три стотине. Троје странаца, који су се ту обрели игром случаја, у буквалном смислу су дошли на крај света и светлости Париза заменили Берлевогом, који тек неколико месеци у години није прекривен снегом.

### Главни ликови
- Мартина и Филипа, две ћерке локалног пастора, које живе у малој, изолованој заједници која има своја строга правила.[3]
- Бабет Ерсан, чувена париска куварица, која стиже на далеки север бежећи после слома Париске комуне и налази уточиште у дому Мартине и Филипе.
- Лоренс Левенјелм, Мартинин просац, млади официр, потомак једне од најстаријих шведских породица, који је због коцкарских дугова приморан да извесно време проведе изолован од модерног света.
- Ашиј Папен, Филипин просац, чувени француски оперски певач који је, заведен причама, дошао у Норвешку да доживи лепоте севера и заљубио се.[5]

### Заплет
Сплетом несвакидашњих околности, у градић на северу Норвешке долази чувени француски оперски певач Ашиј Папен, а нешто касније и маркантни официр Лоренс Левењелм. Мартина и Филипа су у великом искушењу да у уређеном свету своје мале заједнице препознају траг суморности и неподношљиве крутости. Заплет почиње када, бежећи из Француске након слома Париске комуне, врхунска куварица Бабет Ерсан налази уточиште у Берлевогу, у дому Мартине и Филипе. У време кад почиње прича пастор је одавно мртав, али његов дух и даље држи на окупу, у миру и слози, побожне становнике. Бабет учи норвешки и прихвата се кућних послова и кухиње својих заштитница, живећи скромно и без прилике да искаже свој дар за кување. У почетку се у кући осећа неповерење према странкињи и страх да је са њом ушла и париска раскалашност, али кад она научи да спрема једноставна јела и исприча госпођицама да је радила у кухињи једног старог бискупа који је био светац, сестре почињу да је гледају другим очима. Храна, која дотад у лутеранској заједници није имала никакво значење, у Бабетиним рукама добија нову моћ. Једину везу с Француском дошљакиња је задржала кроз Државну лутрију, коју јој редовно уплаћује пријатељица у Паризу. Једнога дана стиже вест да је Бабет на лутрији освојила главну премију - 10.000 франака. Сазнавши за то, сестре су престрашене да ће их Бабет напустити и вратити се у домовину, међутим она има само једну жељу: да новац потроши спремајући гозбу у част стогодишњице пасторовог рођења и то такву какву јој њен таленат омогућава.
Главни сукоб у новели је управо тај контраст раскошне француске гозбе и убогог пијетистичког начина живота на далеком северу, из чега произилази и главна порука новеле - највећа награда уметнику је слобода за стварање и уважавање и поштовање од стране јавности.

## О књизи
Овај роман, спој романтичног, уздржаног стила, прикривене ироније и изврсног приповедачког дара, представља необичну новелу која је и дан-данас предмет полемике у књижевно-теоријским круговима. Историчари књижевности нису ради да стваралаштво Карен Бликсен сврстају у неки одређени правац, мада се сматра да је најближе неоромантизму. Она свесно пише готско романтичарским стилом и радња у већини њених дела одвија се у деветнаестом веку. Критичари се углавном слажу око става да је њен стил шармантан и заводљив. Међутим, полемике настају око вредности њеног дела. док једни сматрају да се на шарну све и завршава, други тврде да се испод те површине крије веома сложена структура. О овом питању написане су бројне књижевне студије. Други квалитет њеног дела, око кога нема спорења, свакако је чињеница да је Карен Бликсен изванредан приповедач. Све одлике њеног стила јасно се могу уочити у роману Бабетина гозба.
Карен Бликсен акценат у причи ставља на критику друштва које осликава и износи суптилан коментар на људску природу. Она се поставља као критичарка религије, њених ригидних форми и ритуала који заправо ометају прихватање милости Божје. Поручује да великим уметницима није мјесто у таквој средини јер ће, пожеле ли усрећити људе својим креацијама, остати несхваћени. Радња је изграђен на тензији бројних супротности: великог света и малограђанске средине, умећа и незнања, материјалног добра и духовне испуњености, анонимности и славе, севера и југа, више и ниже класе. У складу са тим, понуђена су и бројна читања ове новеле, почев од најочигледнијег тумачења кроз хришћанску или демонску симболику, па преко политичких, класних, феминистичких и тумачења методама психоанализе. Пошто је текст богат и вишеслојан, сваки приступ је примерен.
Године 1987. према роману Бабетина гозба снимљен је истоимени филм, који је награђен Оскаром за најбољи страни филм, првим у историји данског филма.

## О ауторки
Карен Бликсен је данска књижевница, најпознатија по биографском роману Моја Африка, објављеном 1937. године. Писала је на данском, француском и енглеском језику, а своја дела објављивала је најчешће под псеудонимом Исак Динесен, а понекад и као Оцеола, Тања Бликсен, Питер Лолес и Пјер Ондрезел. Неколико пута нашла се у најужем избору за Нобелову награду.